# Tiago Antunes
Pour les articles homonymes, voir Antunes.
Gomes Antunes est un nom portugais ; le premier nom de famille (d'usage facultatif) est Gomes et le second est Antunes.
Tiago Gomes Antunes (né le 9 avril 1997 à Bombarral) est un coureur cycliste portugais, membre de l'équipe Efapel.

## Biographie
En 2013, Tiago Antunes remporte le Tour du Portugal dans la version cadets (moins de 17 ans). Il devient également champion national du contre-la-montre dans sa catégorie. L'année suivante, il s'impose au classement final de la Coupe du Portugal juniors (moins de 19 ans). Il représente son pays lors des Jeux olympiques de la jeunesse, où il se classe deuxième de la course en ligne.
En 2017, il se classe notamment neuvième du Grand Prix Priessnitz spa, dixième de la Ronde de l'Isard, ou trentième de son premier Tour de l'Avenir. Il évolue également durant quelques mois en Espagne au sein du club Aldro, dirigé par Manolo Saiz. 
En 2018, il court en début d'année sous les couleurs du Centre mondial du cyclisme. Il retrouve le club Aldro en avril. Bon grimpeur, il obtient divers places d'honneur sur la Ronde de l'Isard et chez les amateurs. Il devient ensuite stagiaire chez SEG Racing Academy en août 2018, puis intègre l'effectif de l'équipe néerlandaise en 2019. En 2020, il retourne au Portugal au sein de la formation continentale Efapel.

## Palmarès et résultats

### Palmarès par année
- 2013
  -  Champion du Portugal du contre-la-montre cadets
  - Tour du Portugal cadets
- 2014
  - Coupe du Portugal juniors
  - 2e du championnat du Portugal du contre-la-montre juniors
  -  Médaillé d'argent de la course en ligne aux Jeux olympiques de la jeunesse
- 2016
  - Grand Prix de Gondomar :
    - Classement général
    - 1re étape
- 2018
  - 2e de la Subida a Urraki
  - 2e du Premio Nuestra Señora de Oro
  - 2e du Tour du Portugal de l'Avenir
  - 3e du championnat du Portugal du contre-la-montre espoirs
  - 3e du Trofeo Santiago en Cos
- 2019
  - Tour des Terres de Santa Maria
- 2021
  - 2e du Classica Aldeias do Xisto
  - 2e du Circuit de Malveira
  - 3e du Grande Prémio Anicolor
- 2022
  - 2e étape du Grande Prémio O Jogo
  - Prologue du Grand Prix International de Torres Vedras-Trophée Joaquim Agostinho
  - 2e du championnat du Portugal sur route
  - 2e du Circuit de Malveira
  - 3e du Grand Prix International de Torres Vedras-Trophée Joaquim Agostinho
- 2024
  - 2e du Circuito de São Bernardo
  - 2e du Grande Prémio Jornal de Notícias
  - 2e du Circuito do Bombarral

### Classements mondiaux
| Année                                 | 2017  | 2018  | 2019 | 2020 | 2021  | 2022 | 2023  | 2024  |
| ------------------------------------- | ----- | ----- | ---- | ---- | ----- | ---- | ----- | ----- |
| Classement mondial                    | 2208e | 1793e | nc   | nc   | 1033e | 530e | 2441e | 2037e |
| UCI Europe Tour                       | 1447e | 1185e | nc   | nc   | 768e  | 418e | nc    | nc    |
|                                       |       |       |      |      |       |      |       |       |
| Légende : nc = non classéSource : UCI |       |       |      |      |       |      |       |       |